# Meeswijk
Meeswijk est une section de la commune belge de Maasmechelen située en Région flamande dans la province de Limbourg. C'était une commune à part entière avant la fusion des communes de 1971. Meeswijk a connue une première fusion en 1971 avec la commune de Leut pour devenir comme cette dernière une section de Maasmechelen en 1977.

## Démographie

### Évolution démographique
- Sources : INS, Rem. : 1831 jusqu'en 1961 = recensements[2].